# Державний центральний музей музичної культури імені Глінки
Державний центральний музей музичної культури імені Глінки — головний російський музей, присвячений музичній культурі Росії і світу.

## Історія виникнення в 19 ст.

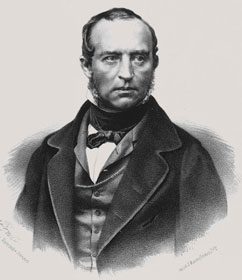
Князь Одоєвський Володимир федорович

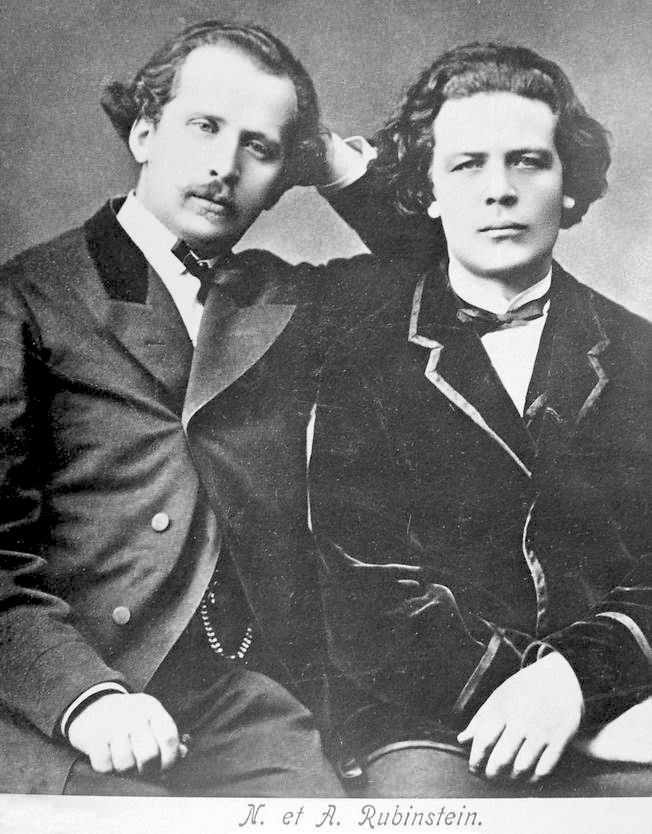
Брати Рубінштейни, Микола — ліворуч (засновник консерваторії)

Музей виник на основі збірок при Московській консерваторії, де роками накопичувались нотні збірки, партітури, особисті речі музикантів, музичні інструменти.
Задовго до збірок консерваторії виникали невеликі збірки в дворянських садибах і палацах обох російських столиць. Москва 18 століття уславилася своїми театрами і оркестрами, сформованими з кріпаків. Гучної слави зажили три кріпацькі театри садиби Кусково, театр Останкіно графа М. П. Шеремєтєва, театр князя М. Б. Юсупова в садибі Архангельське. Надзвичайно цінною була колекція музичних інструментів, зібрана князем В. Ф. Одоєвським, яку після смерті чоловіка передала в консерваторію удова князя (в колекції були скрипки, роялі, спінет родини Медичі з Флоренції). Отримала консерваторія і архів Одоєвського (велика бібліотека, нотні записи народних пісень, їх тексти тощо).
В кінці 1880-х рр. придбали музичні інструменти капельмейстера військових оркестрів А.ф. Ейхгорна, що служив в місті Ташкент і зібрав музичні інструменти народів Азії.

## Музей в 20 ст.

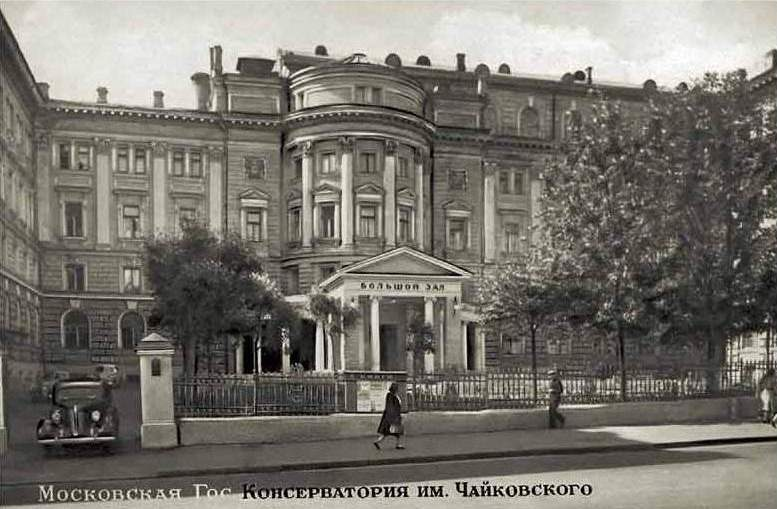
Фасад Московської консерваторії

На підмурках цієї збірки в березні 1912 р. урочисто відкрили Музей імені М. Г. Рубінштейна, адже той був засновником Московської консерваторії і її першим директором. Першою залою тодішнього музею став кабінет самого Рубінштейна.
Музей отримав самостійність у воєнний 1943 рік і був перейменований на Державний центральний музей музичної культури. У 1954 році в зв'язку зі 150-річчям з дня народження М. І. Глінки музею надали його ім'я.

## Будівля і колекції
З 1964 р. музей розмістили в стародавніх «Троєкурових палатах», кам'яної пам'ятки архітектури Москви 17 ст. В зв'язку з переводом «Троєкурових палат» до складу будівель Держплану СРСР, для музею побудували сучасне приміщення, де він перебуває і нині (вул. Фадєєва,4, ст. метро «Маяковська»). Нове приміщення відкрили для відвідин у 1985 р. Музей має
- нотну бібліотеку,
- автографи композиторів Росії і країн Західної Європи
- колекцію грамплатівок(від перших зразків до сучасних — більш ніж 60.000- закордонних і російських фірм)
- різновиди фонодокументів і комп'ютерні диски
- архіви видатних музикантів
- Портрети музикантів (гравюри, олійними фарбами, фото)
- фотоархів багатьох театральних вистав
- колекція музичних інструментів різних країн світу (Італія, Франція, Німеччина, Україна, Китай, Японія тощо)
- невеликий відділ живопису, скульптури, декоративно-ужиткового мистецтва
- власну студію звукозапису
- власний концертний зал з органом фірми «Schuke» (Потсдам).

До складу музею входить особливий науково-дослідницький відділ, що розшукує, купує і відбирає зниклі ноти, книги, платівки, архіви і все те, що має відношення до музичної культури.

## Сучасна діяльність
- лекції
- екскурсії
- прослуховування фоноархівних записів за тематикою (Шаляпін, оперні співаки і співачки, класична і сучасна музика, романси тощо)
- Московський оперний клуб — з 2007 року (заснований 1989 р.)
- Міжнародні конкурси скрипалів в межах Міжнародного конкурсу імені П. І. Чайковського раз на чотири роки.

Музей був місцем натурних зйомок стрічки " Візит до Мінотавра (фільм) ".
Музей має декілька філій, серед них -
- Будинок-музей Шаляпіна (Москва)